# 三善製紙
三善製紙株式会社（さんぜんせいし）は裏カーボン原紙、インディア紙、耐水紙、不燃紙等を製造している製紙会社。最近では珪藻土を使用した珪藻土紙を開発・製造している。

## 主要事業所
- 本社・工場 -　石川県金沢市金石北3丁目1-1
- 東京支店 -　東京都中央区銀座2丁目10-6　中越ビル3F
- 中部・西日本営業所 - 石川県金沢市金石北3丁目1-1

## 沿革
- 1948年（昭和23年）4月 - 三善産業株式会社より分離独立し、三善製紙株式会社として発足
- 1960年（昭和35年）10月 - 鶴崎工場建設
- 1963年（昭和38年 ）10月- 日綿実業が経営に参加
- 1965年（昭和40年）7月 - 2号長網ヤンキー抄紙機を増設
- 1970年（昭和45年）12月 - 2号抄紙機を長網多筒紙機に改造
- 1972年（昭和47年）12月 - 経営合理化のため鶴崎工場を鶴崎製紙株式会社に売却
- 1973年（昭和48年）11月 - リワインダーを設置
- 1983年（昭和58年）10月 - 1号・2号抄紙機にB/M計設置
- 1987年（昭和62年）6月 - 中越パルプ工業株式会社、経営指導・技術指導を開始
- 1988年（昭和63年）9月 - 2号抄紙機ゲートロールサイズプレス設置
- 1988年（昭和63年）11月 - １号機抄紙機プレスパート改造
- 1989年（平成元年）5月 - ニチメン株式会社にかわって、中越パルプ工業株式会社が経営に参加
- 1992年（平成4年）5月 -　不燃紙（サンウォール）製造設備設置
- 1993年（平成5年）10月 - 平判裁断機（南千住製）新設
- 1997年（平成9年）12月 - 2号ワインダー増設（ハギワラ製）
- 2001年（平成13年）3月 - 本社・工場 ISO14001認証取得
- 2002年（平成14年）5月 - 新パルパー設置
- 2003年（平成15年）7月 - 2号スーパーキャレンダー設置
- 2004年（平成16年）5月 - 株式交換により中越パルプ工業株式会社の完全子会社となる。
- 2007年（平成19年）1月 - ボイラー燃料転換（A重油からLNGに切替）

## 関係会社
- 中越パルプ工業株式会社
- 石川紙工株式会社